# Ramona (Dakota du Sud)
Pour les articles homonymes, voir Ramona.
La ville américaine de Ramona est située dans le comté de Lake, dans l’État du Dakota du Sud.

## Histoire
Fondée en 1886 par des pionniers suisses, la localité porte le nom d'une famille de la région.

## Démographie
| 1900 | 1910 | 1920 | 1930 | 1940 | 1950 |
| ---- | ---- | ---- | ---- | ---- | ---- |
| 172  | 312  | 356  | 279  | 265  | 278  |

| 1960 | 1970 | 1980 | 1990 | 2000 | 2010 |
| ---- | ---- | ---- | ---- | ---- | ---- |
| 247  | 227  | 241  | 194  | 190  | 174  |

Selon le recensement de 2010, sa population s’élève à 174 habitants. La municipalité s'étend sur 0,27 milles carrés (0,7 km2).